# 大西洋黃魴鮄
大西洋黃魴鮄，為輻鰭魚綱鮋形目牛尾魚亞目黃魴鮄科的其中一種，分布於東大西洋區，從不列顛群島至安哥拉海域，包括地中海，棲息深度50-848公尺，體長可達40公分，為底棲性魚類，屬肉食性，可做為食用魚。

## 擴展閱讀
維基物種上的相關：大西洋黃魴鮄